# Leonzio Veggio
Leonzio Veggio (Verona, 20 febbraio 1922 – Verona, 22 dicembre 2019) è stato un politico italiano.

## Biografia
Esponente della Democrazia Cristiana, venne eletto consigliere comunale a Verona per tre legislature dal 1960 al 1975.
Il 13 gennaio 1961 fu nominato assessore con delega alle aziende municipalizzate, all'istruzione professionale, alla gioventù e all'associazionismo, al lavoro e alle attività produttive, nella giunta di Giorgio Zanotto. Venne riconfermato in giunta dal sindaco Renato Gozzi il 18 febbraio 1965, ricevendo le deleghe alla pubblica istruzione e allo sport. Dal giugno 1970 al luglio 1971 fu assessore all'edilizia pubblica, allo sport e ai servizi tecnologici.
Fu eletto sindaco di Verona il 29 luglio 1971, rimanendo in carica fino al 28 giugno 1973 in seguito a dimissioni.
Ricoprì inoltre gli incarichi di presidente dell'Ente lirico Arena di Verona e del consiglio d'amministrazione del Consorzio studi universitari; fece inoltre parte del CNADSI (Comitato nazionale associazione per la difesa della scuola italiana).